# Psyllaephagus rotundiformis
Psyllaephagus rotundiformis är en stekelart som först beskrevs av Howard 1897.  Psyllaephagus rotundiformis ingår i släktet Psyllaephagus och familjen sköldlussteklar. Inga underarter finns listade i Catalogue of Life.